# 28 (옥상달빛의 음반)
"28"은 대한민국의 음악 그룹 옥상달빛의 첫 번째 정규음반이다.

## 음반
데뷔 EP "옥탑라됴" 이후 라디오천국, 꿈꾸는 라디오, 푸른밤 등 라디오 게스트 활동을 병행하며 제작, 발매되었다. 표제인 28은 동갑내기 두 멤버의 2011년 당시 나이에서 따 왔으며, 타이틀곡은 '없는게 메리트'이고, 2011년 6월 3일부터 5일까지 첫 단독공연 '단독의 메리트'를 열었다.

## 수록곡
| #            | 제목                           | 작사           | 작곡           | 편곡           | 재생 시간 |
| ------------ | ------------------------------ | -------------- | -------------- | -------------- | --------- |
| 1.           | 〈Dalmoon〉                    |                | 김윤주, 박세진 | Soda, 옥상달빛 | 3:38      |
| 2.           | 〈안부〉                       | 김윤주         | 김윤주         | Soda, 옥상달빛 | 3:31      |
| 3.           | 〈없는게 메리트〉              | 박세진         | 박세진         | Soda, 옥상달빛 | 3:29      |
| 4.           | 〈보호해 줘〉                  | 박세진         | 박세진         | Soda, 옥상달빛 | 4:19      |
| 5.           | 〈그래야 할 때〉               | 김윤주         | 김윤주         | Soda, 옥상달빛 | 4:17      |
| 6.           | 〈25〉                         | 김윤주, 박세진 | 김윤주, 박세진 | Soda, 옥상달빛 | 3:46      |
| 7.           | 〈수고했어, 오늘도〉           | 김윤주         | 김윤주         | Soda, 옥상달빛 | 2:57      |
| 8.           | 〈똥개훈련〉                   | 김윤주, 박세진 | 김윤주, 박세진 | Soda, 옥상달빛 | 5:00      |
| 9.           | 〈고요한〉                     | 박세진         | 박세진         | Soda, 옥상달빛 | 5:16      |
| 10.          | 〈옥탑라됴 2〉                 |                |                |                | 4:01      |
| 11.          | 〈정말 고마워서 만든 노래〉    | 김윤주, 박세진 | 김윤주, 박세진 | Soda, 옥상달빛 | 5:08      |
| 12.          | 〈그래야 할 때〉 (String Ver.) | 김윤주         | 김윤주         | 김윤주         | 3:57      |
| 총 재생 시간 | 총 재생 시간                   | 총 재생 시간   | 총 재생 시간   | 총 재생 시간   | 47:37     |

## 참여
이 목록은 해당 앨범의 부클릿에서 발췌하였다.
옥상달빛
- 김윤주: 보컬
- 박세진: 보컬

참여 음악인
- 조성준 - 드럼(1, 3, 4, 7, 8, 11), 타악기(1, 3, 6~8)
- 이훈형 - 베이스 기타(1, 3, 4, 8, 11)
- 김은성 - 기타(1~3, 5, 6, 8)
- 박경건 - 트럼본(1, 3, 7, 8, 11)
- 오동석 - 일렉트릭 기타(2, 4, 7, 11)
- 김예중 - 트럼펫(3, 7, 11)
- 류승현 - 일렉트릭 기타(5, 8)
- 고형석 - 오르간(8)

스탭
- SODA(매직스트로베리 스튜디오) - 믹싱
- 성지훈(JFS) - 마스터링
- Scubaz - 아트 디렉터, 디자인
- 매직스트로베리사운드 - 매니지먼트